# Emma Lindqvist
Emma Lindqvist (født 17. september 1997) er en svensk håndboldspiller, som spiller i Herning-Ikast Håndbold og Sveriges kvindehåndboldlandshold.